# The Open Championship 2012

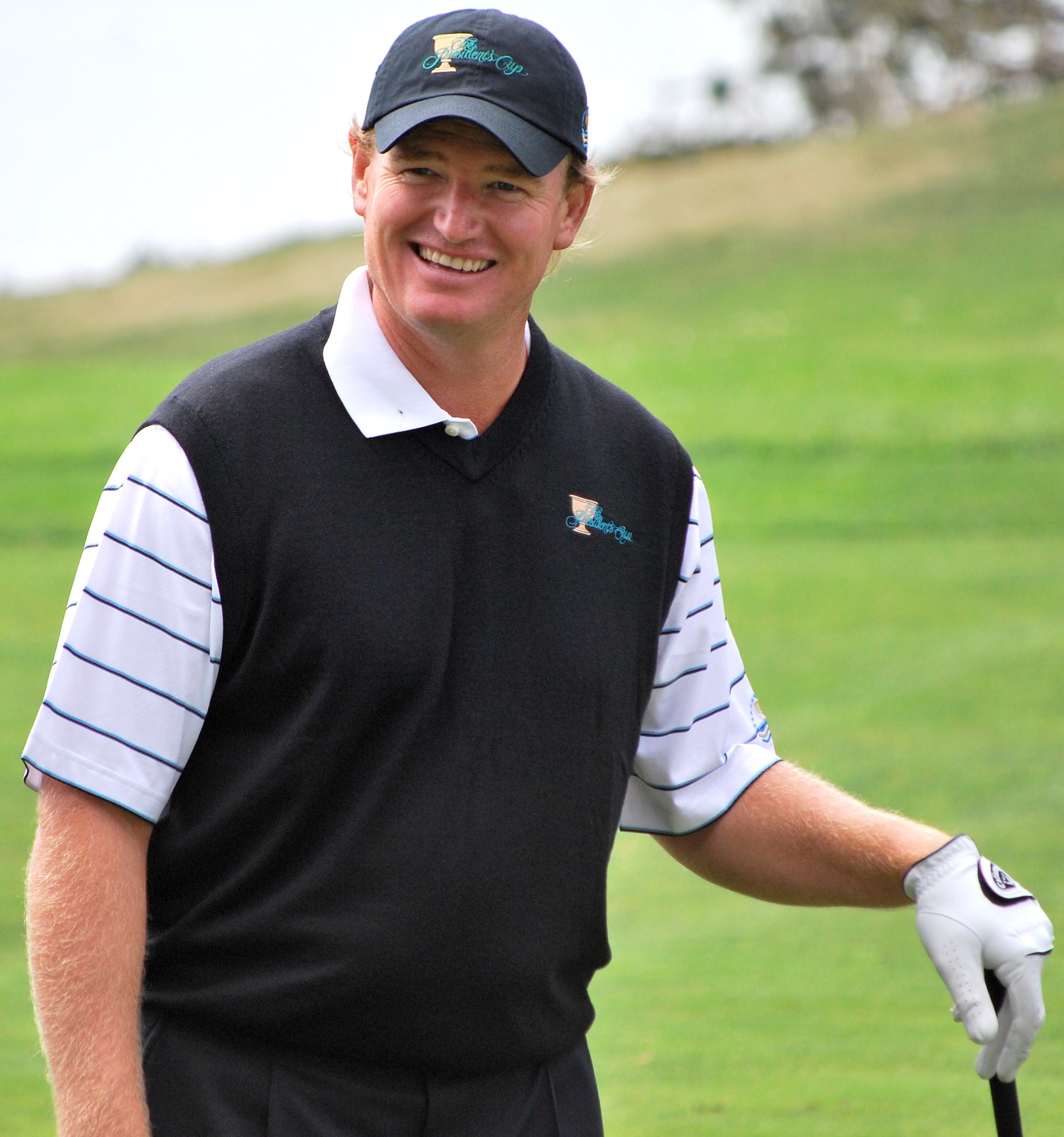
Winnaar Ernie Els

The Open Championship is de officiële naam van het belangrijkste golftoernooi in Europa. In het Nederlands spreekt met over het Brits Open, in het Engels over The Open. Het Brits Open is een van de vier Majors.
Het Brits Open van 2012 is gespeeld van 19 tot 22 juli op de Royal Lytham & St Annes Golf Club. Het prijzengeld is £5.000.000, net als in 2011. De winnaar krijgt hiervan £900.000.

## Kwalificatie
Er waren verschillende 36-holes toernooien waar spelers zich konden plaatsen voor het Open.
- In Engeland waren 96 deelnemers. Een van hen was Sam Walker, bij deze elfde poging slaagde hij erin zich te plaatsen. Bekende namen die zich hier niet kwalificeerden zijn onder meer Colin Montgomerie en José María Olazabal.
- In Zuid-Afrika waren vier plaatsen beschikbaar. Tim Sluiter stond na de eerste ronde aan de leiding met een score van 66, maar hij had in de tweede ronde 78 slagen nodig.
- In Azië waren vier plaatsen beschikbaar. Guido van der Valk eindigde op de 19de plaats.

Een andere kwalificatie was succesvol voor Thongchai Jaidee en Richard Sterne. Zij waren de twee spelers die in de periode van het BMW International t/m het Iers Open het meest verdienden. Deze periode wordt wel de mini-Europese Tour genoemd.
De laatste mogelijkheid om te kwalificeren is om in de top-5 te eindigen in een van de laatste twee toernooien voor het Open: het Open de France of het Schots Open. Hierdoor kunnen Marcel Siem, David Howell, Søren Kjeldsen, Thomas Levet, David Lynn, Jeev Milkha Singh en Marc Warren meedoen.

## Verslag
De par van de baan is 70. Er doen 166 spelers mee, twee daarvan zijn Alan Dunbar (winnaar Brits Amateur) en Manuel Trappel (winnaar Europees Amateur). Er doen drie (Amerikaanse) linkshandige spelers mee: Phil Mickelson, Ted Potter Jr en Bubba Watson.
Het hele toernooi wordt op BBC2 uitgezonden. Commentaar wordt al jaren geleverd door Hazel Irvine, en voormalig Tour-spelers Peter Alliss, Ken Brown en Wayne Grady. Alex Hay, die in 2011 overleed, werd vervangen door Tony Jacklin.

#### Ronde 1

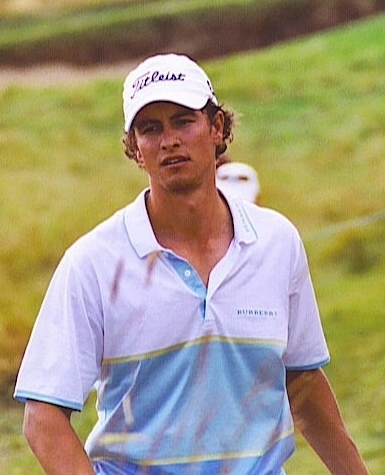
Adam Scott

Tiger Woods startte op -4 na negen holes. Hij eindigde op -3 en werd ingehaald door Adam Scott, die een ronde van 64 (-6) maakte. Het 1ste-ronde-record van het Open is 64 en werd in 1983 op de Birkdale behaald door Craig Stadler, maar dat was 7 onder par. De tweede plaats werd op -5 ingenomen door Paul Lawrie, Zach Johnson en Nicolas Colsaerts, die onder meer een eagle op hole 2 maakte.  
Rory McIlroy eindigde op -3 net als Tiger Woods, Ernie Els, Bubba Watson, Graeme McDowell en Toshinori Muto, maar beleefde een vreemd incident. Op hole 15 stond hij al op -3, maar daar raakte zijn teeshot het hoofd van een toeschouwer waarna de bal out of bounds ging. Hij bood zijn verontschuldigingen aan, tekende een handschoen en moest terug naar de tee om opnieuw af te slaan. Hij maakte een dubbel-bogey, maar op de volgende hole kwam zijn afslag op de green (par 4, 310 meter) en maakte hij weer een birdie. Op hole 18, ook een par 4, maakte hij nog een birdie zodat hij toch weer op -3 stond.

Tim Sluiter maakte een ronde van 73.

#### Ronde 2
De 31-jarige Brandt Snedeker is in ronde 2 met een score van 64 aan de leiding gegaan. Adam Scott staat alleen op de 2de plaats. Tiger Woods maakte weer een ronde van 67 en staat alleen op de 3de plaats. Nicolas Colsaert had een slechte dag en zakte naar de 51ste plaats, die hij onder meer deelde met Rory McIlroy, die een ronde van 75 maakte. Tim Sluiter stond na hole 16 op -2 maar maakte toen een dubbel-bogey op hole 17. Hij moest een par op de laatste hole maken om de cut te halen, die op +3 stond. Dat lukte.

#### Ronde 3
Adam Scott nam de leiding terug en staat vier slagen voor op de nummer2, Graeme McDowell en Brandt Snedeker, die na ronde 2 op 130 stond, gelijk aan het record van het Open.

#### Ronde 4
Na drie dagen zacht weer was er eindelijk wat wind, waardoor sommige spelers duidelijk moeite hadden met hun clubkeuze.
Nicolas Colsaerts is met een mooie ronde van 65 geëindigd en 47 plaatsen gestegen. Luiten bleef ondanks een ronde van 74 toch nog op een gedeeld 45ste plaats, een betere eindpositie dan in 2011. 
De laatste ronde leek om de tweede plaats te gaan, want Adam Scott begon de ronde met vier slagen voorsprong op zijn achtervolgers. Maar een toernooi is nooit afgelopen totdat de laatste putt gevallen is. Ernie Els maakte een ronde van 68 en eindigde op -7 terwijl Scott drie bogeys op 15, 16 en 17 maakte, waarna hij ook op -7 stond. Hij moest een birdie op hole 18 maken om te winnen. Hij maakte een bogey en Ernie Els won zijn 4de Major-titel. Dit was de tweede overwinning van Els in het Brits Open, tien jaar na zijn eerste in 2002.
Toen Colsaerts binnenkwam, stond hij nog op een gedeeld 10de plaats, maar aan het einde van de dag was dat een gedeeld 7de plaats geworden.
- Leaderboard

Eindstand
| Speler            | Ronde 1 | Ronde 1 | Nr  | Ronde 2 | Ronde 2 | Totaal | Nr  | Ronde 3 | Ronde 3 | Totaal | Nr  | Ronde 4 | Ronde 4 | Totaal | Nr  |
| ----------------- | ------- | ------- | --- | ------- | ------- | ------ | --- | ------- | ------- | ------ | --- | ------- | ------- | ------ | --- |
| Ernie Els         | 67      | -3      | T6  | 70      | par     | -3     | T7  | 68      | -2      | -5     | T5  | 68      | -2      | -7     | 1   |
| Adam Scott        | 64      | -6      | 1   | 67      | -3      | -9     | 2   | 68      | -2      | -11    | 1   | 75      | +5      | -6     | 2   |
| Tiger Woods       | 67      | -3      | T6  | 67      | -3      | -6     | 3   | 70      | par     | -6     | 4   | 73      | +3      | -3     | T3  |
| Brandt Snedeker   | 66      | -4      | T5  | 64      | -6      | -10    | 1   | 73      | +3      | -7     | T2  | 74      | +4      | -3     | T3  |
| Luke Donald       | 70      | par     | T23 | 68      | -2      | -2     | T11 | 71      | +1      | -1     | T21 | 69      | -1      | -2     | T5  |
| Graeme McDowell   | 67      | -3      | T6  | 69      | -1      | -4     | T5  | 67      | -3      | -7     | T2  | 75      | +5      | -2     | T5  |
| Thomas Aiken      | 68      | -2      | T10 | 68      | -2      | -4     | T5  | 71      | +1      | -3     | T9  | 72      | +2      | -1     | T7  |
| Nicolas Colsaerts | 65      | -5      | T2  | 77      | +7      | +2     | T52 | 72      | +2      | +4     | T54 | 65      | -5      | -1     | T7  |
| Thorbjørn Olesen  | 69      | -1      | T19 | 66      | -4      | -5     | 4   | 71      | +1      | -4     | 7   | 74      | +4      | par    | T9  |
| Zach Johnson      | 65      | -5      | T2  | 74      | +4      | -1     | T15 | 66      | -4      | -5     | T5  | 75      | +5      | par    | T9  |
| Louis Oosthuizen  | 72      | +2      | T76 | 68      | -2      | par    | T23 | 68      | -2      | -2     | T17 | 73      | +3      | +1     | T19 |
| Paul Lawrie       | 65      | -5      | T2  | 71      | +1      | -4     | T5  | 76      | +6      | + 2    | T33 | 72      | +2      | +4     | T34 |
| Joost Luiten      | 73      | +3      | T99 | 70      | par     | +3     | T68 | 69      | -1      | +2     | T33 | 74      | +4      | +6     | T45 |
| Rory McIlroy      | 67      | -3      | T6  | 75      | +5      | +2     | T52 | 73      | +3      | +5     | T64 | 73      | +3      | +8     | T60 |

| Leider |  | Toernooirecord |  | MC = missed cut = cut gemist |

## Spelers
Er deden enkele spelers van de Europese Senior Tour en Champions Tour mee, zoals Mark Calcavecchia, Russ Cochran, Barry Lane, Sandy Lyle, Mark O'Meara en Tom Watson. Twee van hen, Tom Watson en Sandy Lyle, hebben dit toernooi al 35 keer gespeeld. Tom Watson won het vijf keer.
| - Thomas Aiken - Robert Allenby - Stephen Ames - Aaron Baddeley - SM Bae - Matthew Baldwin - Thomas Bjørn - Keegan Bradley - Jonathan Byrd - Ángel Cabrera 13 - Rafael Cabrera Bello - Mark Calcavecchia (1989) 25 - Chad Campbell - Alejandro Cañizares - Paul Casey - Greg Chalmers - KJ Choi - Daniel Chopra - Stewart Cink - Tim Clark - Darren Clarke (2011) - Russ Cochran 1 - George Coetzee - Nicolas Colsaerts 1 - Nicholas Cullen - Ben Curtis - John Daly (1995) 18 - Jason Day - Luke Donald - Jamie Donaldson - James Driscoll - Jason Dufner - Alan Dunbar (Am) - David Duval - Simon Dyson - Ernie Els 22 (2002) - Harris English - Bob Estes 12 - Gonzalo Fz-Castaño - Richard Finch | - Ross Fisher - Rickie Fowler - Marcus Fraser - Yoshinori Fujimoto - Hiroyuki Fujita - Jim Furyk - Sergio García - Lucas Glover - Retief Goosen - Branden Grace - Bill Haas 3 - Ashley Hall - Todd Hamilton - Anders Hansen - Peter Hanson - Pádraig Harrington 15 - Grégory Havret - Justin Hicks - Michael Hoey - Charles Howell III - John Huh - Trevor Immelman - Ryo Ishikawa - Fredrik Jacobson - Raphaël Jacquelin - Miguel Ángel Jiménez 17 - Zach Johnson - Dustin Johnson - Brendan Jones - Robert Karlsson - Martin Kaymer 5 - Brad Kennedy - Simon Khan - Anthony Kim - Jbe' Kruger - Matt Kuchar 8 - Martin Laird - Pablo Larrazábal - Paul Lawrie - Tom Lehman | - Justin Leonard - Davis Love III 26 - Joost Luiten - Sandy Lyle (1985) 35 - Hunter Mahan - Graeme McDowell - Rory McIlroy - Phil Mickelson 19 - Francesco Molinari - Garth Mulroy - Toshinori Muto - Kevin Na - Alexander Norén - Koumei Oda - Geoff Ogilvy - Thorbjørn Olesen - Mark O'Meara - Louis Oosthuizen (2010) - Greg Owen - Juvic Pagunsan - Carl Pettersson - Ian Poulter - Alvaro Quiros - Richie Ramsay - Chez Reavie - Robert Rock - Andrés Romero - Justin Rose - Charl Schwartzel - Adam Scott - John Senden 5 - Webb Simpson - Vijay Singh 23 - Brandt Snedeker - Kyle Stanley - Steve Stricker - Tadahiro Takayama - Toru Taniguchi - Aaron Townsend - Manuel Trappel (Am) | - Bo Van Pelt - Johnson Wagner - Sam Walker - Nick Watney - Bubba Watson - Tom Watson 35 - Lee Westwood 18 - Mark Wilson - Gary Woodland - Tiger Woods (2000, 2005, 2006) - Y E Yang Kwalificatie Engeland - Matthew Baldwin 1 - Paul Broadhurst 14 - Alejandro Cañizares 3 - Jamie Donaldson 2 - Richard Finch 3 - Marcus Fraser 3 - Barry Lane 14 - James Morrison 1 - Thorbjørn Olesen 2 - Lee Slattery 2 - Sam Walker 1 Kwalificatie Zuid-Afrika - Adilson Da Silva 3 - Andrew Georgiou - Grant Veenstra 1 Kwalificatie Azië - Kodai Ichihara - Anirban Lahiri 1 - Mardan Mamat 3 po - Prayad Marksaeng 2 Mini-Europese Tour - Thongchai Jaidee 5 - Richard Sterne 5 |

1 eerste deelname
S Senior golfer

## Meervoudige winnaars (naoorlogs)
Peter Thomson is de enige speler die het Open drie keer achter elkaar gewonnen heeft.
5x
- Tom Watson: 1975, 1977, 1980, 1982, 1983

4x
- Peter Thomson: 1954, 1955, 1956, 1958
- Bobby Locke: 1949, 1950, 1952, 1957

3x
- Nick Faldo: 1987, 1990, 1992
- Severiano Ballesteros: 1979, 1984, 1988
- Jack Nicklaus: 1966, 1970, 1978
- Tiger Woods: 2000, 2005, 2006

2x
- Greg Norman: 1986, 1993
- Pádraig Harrington: 2007, 2008
- Lee Trevino: 1971, 1972
- Arnold Palmer: 1961, 1962
- Gary Player: 1959, 1968
- Henry Cotton: 1937, 1948